# Rally de Cerdeña de 2007
El Rally de Cerdeña de 2007 fue la 4.º edición y la séptima ronda de la temporada 2007 del Campeonato Mundial de Rally. Se celebró en los alrededores de Olbia entre el 18 y el 20 de mayo y contó con un itinerario de dieciocho tramos de tierra que sumaban un total de 342.86 km cronometrados.

## Itinerario y ganadores
| Día        | Tramo | Hora  | Tramo            | Distancia | Ganador            | Tiempo  | Veloc. media | Líder rally        |
| ---------- | ----- | ----- | ---------------- | --------- | ------------------ | ------- | ------------ | ------------------ |
| 1 (18 May) | SS1   | 09:43 | Crastazza 1      | 31.12 km  | Jari-Matti Latvala | 21:27.8 | 86.99 km/h   | Jari-Matti Latvala |
| 1 (18 May) | SS2   | 10:58 | Terranova 1      | 21.20 km  | Sébastien Loeb     | 15:14.9 | 83.42 km/h   | Jari-Matti Latvala |
| 1 (18 May) | SS3   | 11:34 | Monte Olia 1     | 20.36 km  | Henning Solberg    | 14:52.7 | 82.11 km/h   | Jari-Matti Latvala |
| 1 (18 May) | SS4   | 14:53 | Crastazza 2      | 31.12 km  | Marcus Grönholm    | 20:51.9 | 89.49 km/h   | Marcus Grönholm    |
| 1 (18 May) | SS5   | 16:08 | Terranova 2      | 21.20 km  | Sébastien Loeb     | 14:44.9 | 86.25 km/h   | Marcus Grönholm    |
| 1 (18 May) | SS6   | 16:44 | Monte Olia 2     | 20.36 km  | Sébastien Loeb     | 14:30.9 | 84.16 km/h   | Sébastien Loeb     |
| 2 (19 May) | SS7   | 09:25 | Loelle 1         | 22.56 km  | Sébastien Loeb     | 13:40.6 | 98.97 km/h   | Sébastien Loeb     |
| 2 (19 May) | SS8   | 10:25 | Monte Lerno 1    | 29.30 km  | Sébastien Loeb     | 19:23.3 | 90.67 km/h   | Sébastien Loeb     |
| 2 (19 May) | SS9   | 11:10 | Su Filigosu 1    | 19.47 km  | Sébastien Loeb     | 12:36.3 | 92.68 km/h   | Sébastien Loeb     |
| 2 (19 May) | SS10  | 14:45 | Loelle 2         | 22.56 km  | Marcus Grönholm    | 13:31.6 | 100.07 km/h  | Sébastien Loeb     |
| 2 (19 May) | SS11  | 15:45 | Mento Lerno 2    | 29.30 km  | Sébastien Loeb     | 18:58.7 | 92.63 km/h   | Sébastien Loeb     |
| 2 (19 May) | SS12  | 16:30 | Su Filigosu 2    | 19.47 km  | Marcus Grönholm    | 12:19.3 | 94.81 km/h   | Sébastien Loeb     |
| 3 (20 May) | SS13  | 07:55 | S. Giovanni 1    | 10.65 km  | Mikko Hirvonen     | 7:21.9  | 86.76 km/h   | Marcus Grönholm    |
| 3 (20 May) | SS14  | 09:06 | Monte Nuragone 1 | 7.67 km   | Henning Solberg    | 5:37.3  | 81.86 km/h   | Marcus Grönholm    |
| 3 (20 May) | SS15  | 09:50 | Braniatogghiu 1  | 9.30 km   | Mikko Hirvonen     | 4:38.0  | 120.43 km/h  | Marcus Grönholm    |
| 3 (20 May) | SS16  | 10:57 | S. Giovanni 2    | 10.65 km  | Daniel Sordo       | 7:06.4  | 89.92 km/h   | Marcus Grönholm    |
| 3 (20 May) | SS17  | 12:08 | Monte Nuragone 2 | 7.67 km   | Henning Solberg    | 5:29.4  | 83.83 km/h   | Marcus Grönholm    |
| 3 (20 May) | SS18  | 12:52 | Braniatogghiu 2  | 9.30 km   | Mikko Hirvonen     | 4:31.3  | 123.41 km/h  | Marcus Grönholm    |

## Clasificación final
| Pos.     | Piloto               | Copiloto        | Automóvil               | Tiempo    | Diferencia | Puntos  |
| General  | General              | General         | General                 | General   | General    | General |
| -------- | -------------------- | --------------- | ----------------------- | --------- | ---------- | ------- |
| 1.       | Marcus Grönholm      | Timo Rautiainen | Ford Focus RS WRC 06    | 3:48:42.0 | 0.0        | 10      |
| 2.       | Mikko Hirvonen       | Jarmo Lehtinen  | Ford Focus RS WRC 06    | 3:49:11.2 | 29.2       | 8       |
| 3.       | Daniel Sordo         | Marc Marti      | Citroën C4 WRC          | 3:50:03.8 | 1:21.8     | 6       |
| 4.       | Henning Solberg      | Cato Menkerud   | Ford Focus RS WRC 06    | 3:50:18.6 | 1:36.6     | 5       |
| 5.       | Petter Solberg       | Phil Mills      | Subaru Impreza WRC      | 3:51:16.2 | 2:34.2     | 4       |
| 6.       | Toni Gardemeister    | Jakke Honkanen  | Mitsubishi Lancer WRC05 | 3:53:44.1 | 5:02.1     | 3       |
| 7.       | Manfred Stohl        | Ilka Minor      | Citroën Xsara WRC       | 3:54:10.6 | 5:28.6     | 2       |
| 8.       | Juho Hänninen        | Mikko Markkula  | Mitsubishi Lancer WRC05 | 3:58:13.7 | 9:31.7     | 1       |
| JWRC     |                      |                 |                         |           |            |         |
| 1. (13.) | Urmo Aava            | Kuldar Sikk     | Suzuki Swift S1600      | 4:15:03.9 | 0.0        | 10      |
| 2. (14.) | Per-Gunnar Andersson | Jonas Andersson | Suzuki Swift S1600      | 4:16:13.3 | 1:09.4     | 8       |
| 3. (16.) | Martin Prokop        | Jan Tománek     | Citroën C2 S1600        | 4:21:26.7 | 6:22.8     | 6       |
| 4. (18.) | Aaron Burkart        | Michael Kölbach | Citroën C2 S1600        | 4:24:13.8 | 9:09.9     | 5       |
| 5. (19.) | Jaan Mölder jr.      | Katrin Becker   | Suzuki Swift S1600      | 4:24:44.2 | 9:40.3     | 4       |
| 6. (25.) | Jozef Béreš jun.     | Petr Starý      | Renault Clio S1600      | 4:30:15.0 | 15:11.1    | 3       |
| 7. (29.) | Bryan Bouffier       | Matthieu Baumel | Citroën C2 R2           | 4:35:02.8 | 19:58.9    | 2       |
| 8. (31.) | Patrik Sandell       | Emil Axelsson   | Renault Clio 16S        | 4:37:43.1 | 22:39.2    | 1       |